# Laurie Bell
Laurence "Laurie" Bell, född 1 september 1992, är en engelsk fotbollsspelare.

## Karriär
I mars 2015 skrev Bell på för amerikanska Tulsa Roughnecks. Därefter spelade han för engelska Hyde United.
I april 2016 gick Bell till Karlslunds IF, där han skrev på ett ettårskontrakt. Efter den svenska säsongen 2016 återvände Bell till England för spel i Macclesfield Town och Hyde United. I februari 2017 återvände Bell till Karlslund.
I januari 2019 värvades Bell av BK Forward. I januari 2020 värvades Bell av Örebro Syrianska, där han skrev på ett ettårskontrakt. I januari 2021 förlängde Bell sitt kontrakt i Örebro Syrianska. I mars 2022 värvades han av walesiska Caernarfon Town. Vid slutet av säsongen 2022/2023 lämnade han klubben.